# Prevajanje slovenskih manjšalnic v angleščino
Slovenske manjšalnice so tiste slovenske besede, ki so besedotvorno opremljene za sporočilnost manjšalnosti.
Manjšalnica je beseda, ki izraža pomanjšanje (po SSKJ).
Lahko jih tvorimo iz pridevnikov, glagolov in samostalnikov.
Pomen vsebine in sporočilnosti slovenskih manjšalnic je težko v celoti prenesti v angleščino, saj se lahko ponekod porazgubita. 
Pri prevajanju le-teh je potrebno biti pozoren na psihološko ozadje in na mentalne razlike med dvema različnima narodoma.

## Pomenske kategorije manjšalnic
Manjšalnice lahko razdelimo v štiri kategorije

### Prave manjšalnice
- tiste pri katerih je mogoče osnovni pomen razložiti s parafrazo.

Npr. listek = majhen list
- tiste pri katerih je navzoča ljubkovalnost

Npr. mizica = majhna miza (govorčeva ljubkovalnost)
- tiste kjer ljubkovalnost prevlada

Npr. mami(ca) = (moja) ljuba mama

### Šaljivke in zbadljivke
Pri teh je glavni cilj šaljivost.
Npr. "V tridesetem d'vičica, reva še samičica..."
Sem spadajo tudi kulinarični izrazi, ki se nanašajo na dobro voljo in dober tek kot npr. jajčka, štrukeljčki.
Ali pa npr. otroški izrazi mlekec, kruhek
In imena nekaterih lokalov: Kofetek, Kotiček

### Zaničljivke
Pri njih je manjšalnostna parafraza možna, dodani pomen pa je "slabšalnost"
Npr. profesorček = "majhen" (nepomemben) profesor

### Tehnični termini
Pri teh zaradi prenesene ali zamenjane rabe doslej navedene parafraze niso možne.
Npr. (človeška) ribica, ni enako kot majhna riba.

## Angleške manjšalnice
Za izpeljavo manjšalnic iz samostalnikov, ima angleščina na voljo tri besedotvorne procese:

### Izpeljava s priponami
- y/-ie/(-ee): piggy, birdie, coatee
- let: booklet, kinglet
- ette: statuette
- et: midget, baronet
- ling: duckling, gosling
- kin: catkin, lambkin

### Sestavljanje s predponama
- mini-: mini-cab, miniskirt
- micro-: microorganism, microcosm

### Krnitev (clipping) in krnitev z izpeljavo
- Mum(my), Dad(dy)
- undies, tummy

## Angleški prevodi slovenskih manjšalnic
Pri samostalnikih prevajanje poteka na leksikalni ravni, kjer najdemo angleške ustreznice v okviru besedotvorja in pa na kontekstualni ravni, saj je vpliv konteksta zelo pomemben. Pri prevodu pravih manjšalnic si pomagamo z besedotvornimi in vokabularnimi propomočki.
Večino šaljivk in zafrkljivih manjšalnih izrazov ni mogoče prevesti na besedotvorni ravni. Pri angleških kulinaričnih izrazih ni prostora za manjšalnice, možne so le olepšave. 
Zaničljivke se uporabljao po istih prevodnih pravilih kot pri prejšnjih dveh kategorijah.
Tehnični termini se prevajajo z ustreznimi in nadomestljivimi angleškimi izrazi.
Vsi slovenski manjšalni pridevniki so besedotvorno neprevedljivi. Pri tehničnih terminih imajo v angleščini besedotvorno ustreznico s končnico -ish. Npr. zelenkast - greenish. Ta končnica je zelo produktivna, saj izraža približevanje
Prevedljivost glagolov je treba iskati v razširjenem običajnem besedišču, ki ga v zaželeni smeri lahko krepi zvočni simbolizem (npr. spančkati-sleep sweetly, ponagajati-tease a bit)

## Zaključek
Ob primerjanju slovenskih in angleških manjšalnic lahko vidimo, da slovenščina uporablja več manjšalnih in ljubkovalnih pripomočkov kot angleščina. To pa seveda še ne pomeni, da angleščina ne izraža ljubkovalnosti, saj jo, vendar na nekoliko drugačen način in z drugačnimi sredstvi.